# Marche magnétique
La marche magnétique est une forme de trouble de la marche.
Les pieds de la personne atteinte sont attachés au sol comme s'ils étaient retenus par un aimant. Chaque pas est alors initié en « arrachant » le pied du sol, pour le porter en haut et en avant. 

## Les conditions associées
- Hydrocéphalie à pression normale (HPN)[1]